# Абас II Египатски
Абас II (Александрија, 14. јул 1874 — Женева, 19. децембар 1944) био је египатски кедив од 1892. до 1914.

## Биографија
Абас је припадао династији Мухамед Али. Био је чукунунук оснивача династије, Мухамеда Алија, односно праунук Ибрахима-паше, унук Исмаила-паше и син Теуфика-паше. Наследио је оца као кедив Египта 8. јануара 1892. Као младић је посетио Енглеску. Тутор у Каиру био му је из Енглеске. Школу је завршио у Лозани, одакле је отишао на Терезијанум у Бечу. Преко мајке је био и турског порекла. Добро је познавао енглески, француски и немачки језик. Током своје владавине поново је посетио Енглеску 1900. Владао је са двојицом енглеских конзула, признавајући власт енглеске краљице и формалну власт османског султана. Године 1914, Енглези су га, по избијању Првог светског рата, збацили са власти. Остатак живота провео је у Женеви.